# Чорноградь
Чорноградь (біл. вёска Чарнаградзь) — село в складі Червенського району Мінської області, Білорусь. Село підпорядковане Валевачівській сільській раді, розташоване в центральній частині області.